# Buda
Buda er den vestlige del af Ungarns hovedstad Budapest, beliggende på den vestlige bred af Donau. Romerne kaldte Buda for Aquincum ("aqua" betyder "vand" på Latin).
Buda dækker omkring en tredjedel af Budapests samlede areal og er den grønneste del af byen og den mest kuperede. Buda forbindes som oftest med en højere levestandard end Pest. De mest fremtrædende fixpunkter i Buda er Kongeslottet og Budavári Sikló ovenover Kædebroen samt Gellért-bjerget med Citadellet, hvorfra der er en flot udsigt ud over Budapest og Donau.
Mens Pest-siden har været ungarsk siden 1400-tallet var Buda under tysk indflydelse indtil 1800-tallet, hvor det ungarske efterhånden havde fået majoriteten i hele Budapest.
47°28′00″N 19°03′00″Ø / 47.466666666667°N 19.05°Ø